# Filelight
Filelight è software di analisi dell'utilizzo del disco del pacchetto KDE Utils, che utilizza dei diagrammi a torta per visualizzare l'utilizzo del disco.
Invece di mostrare una vista ad albero dei file all'interno di una partizione o di una cartella, mostra una serie di grafici a torta concentrici che rappresentano le varie directory all'interno della partizione o directory richiesta e la quantità di spazio usato.
È possibile inoltre fare clic sul segmento del grafico a torta che rappresenta una particolare directory e ripetere l'analisi per quella particolare cartella, aprire un file manager o un emulatore di terminale in quella posizione, copiare negli appunti il percorso della cartella o eliminare la cartella ed è possibile fare clic con il pulsante destro del mouse sul segmento che rappresenta un file per aprirlo, copiarlo negli appunti o eliminarlo.